# 三陸観光 (岩手県)
三陸観光株式会社（さんりくかんこう）は、岩手県久慈市に本社を置くバス事業者である。市民バスの運行受託、レンタカー、貸切バス事業を行っている。

## 沿革
- 1988年1月 - 設立。
- 2005年4月1日 - 久慈市民バスの運行開始とともに運行受託開始。
  - 当時の受託区間は、川代線（夏井橋 - 陸中川代）、侍浜線（侍浜駅 - 北限閣）、山根線（岩瀬張 - 山根）。
- 2006年4月1日 - 委託事業者変更により、川代線（夏井橋 - 陸中川代）、侍浜線（侍浜駅 - 北限閣）のみ受託に。
- 2008年4月1日 - JRバス東北久慈地区ローカル線廃止による市民バス運行区間拡大に伴い、受託路線追加。
- 2011年4月1日 - 受託事業者変更により、市民バスの受託を終了。
- 2019年4月1日 - 市民バスの受託が復活。

## 現行の運行路線
- 侍浜線
  - 一度、受託が終了したが、2019年4月1日の改編で復活した。
- 山形線
  - 2019年4月1日運行開始。
- 日吉循環線
  - 一度、受託が終了したが、2020年1月1日の改編でヒカリ総合交通からの移管という形で復活した。

## かつて運行していた路線
2011年4月1日受託終了時点で、以下の路線を受託運行していた
- 侍浜北線
- 侍浜南線
- 滝線
- 根井線
- 川代線

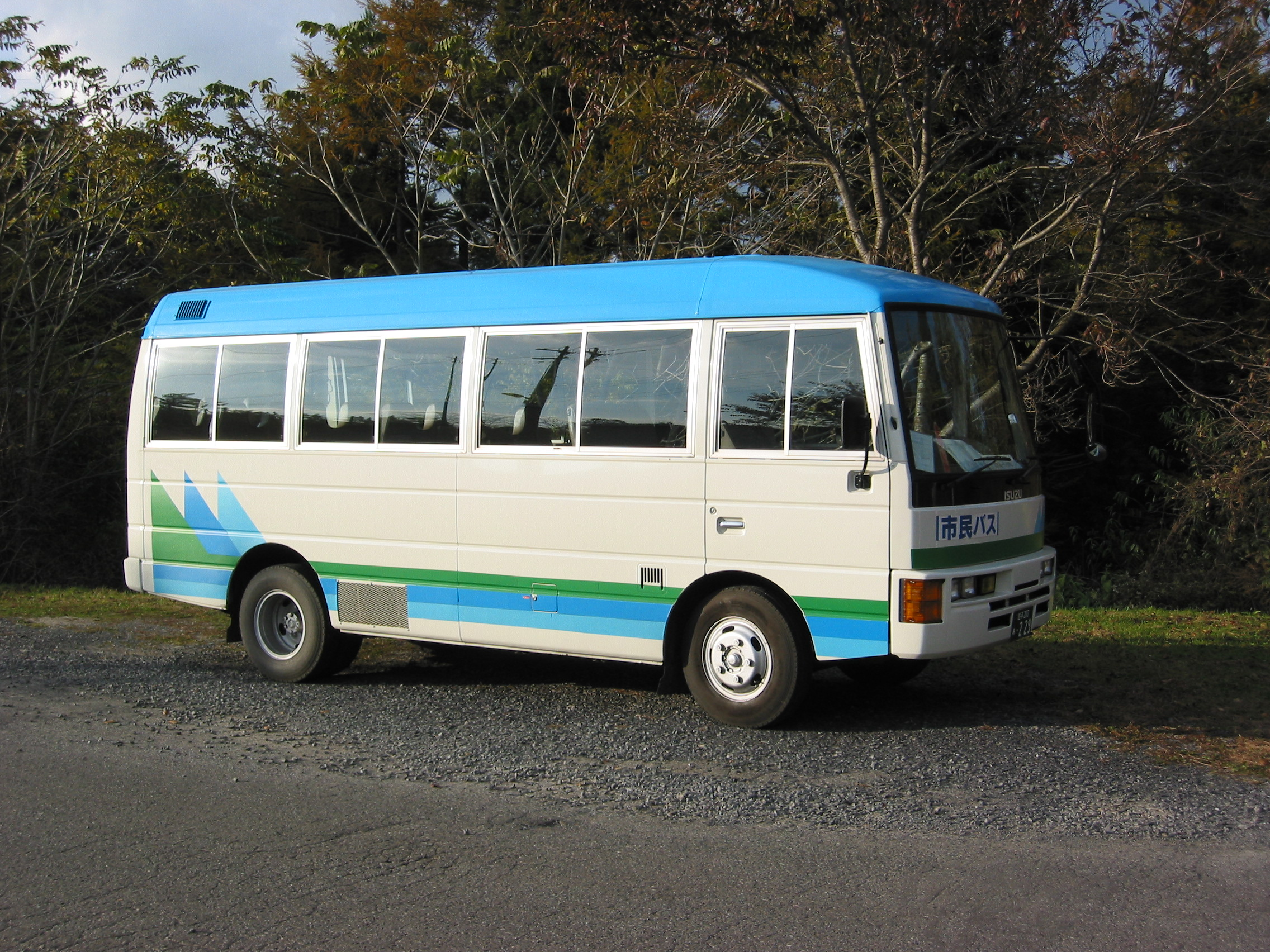
久慈市民バス侍浜線（2005年当時）の車両
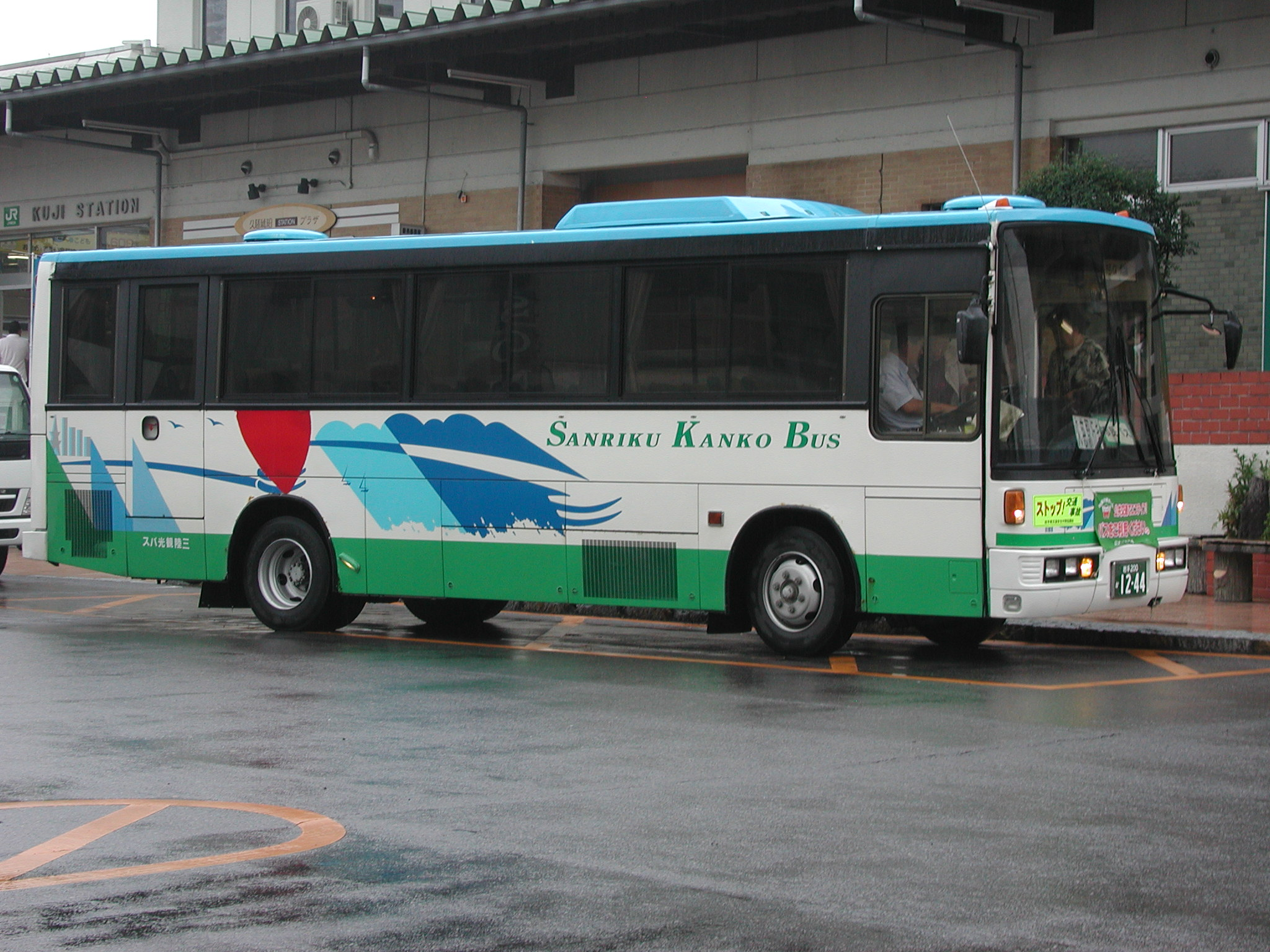
のるねっとKUJI運用（2009年7月）